# Basil Shaaban
Basil Shaaban (Beiroet, 27 maart 1980) is een Libanees autocoureur.

## Naar de formuleauto's
Nadat hij was afgestudeerd van Berkeley, ging Shaaban in 2004 in de Formule Renault 2000 USA en de Formule Ford 1800 UK rijden. Hij werd de eerste Arabier die een Formule Ford-race won in Europa.

## A1GP
Shaaban was een van de coureurs van A1 Team Libanon in het eerste seizoen van de A1GP, naast Khalil Beschir en Graham Rahal. Door de weinige ervaring van het land in het autoracen scoorden echter geen van de coureurs punten. Shaaban behaalde wel de hoogste finish van Libanon, in Estoril werd hij elfde.
Shaaban luidde het tweede seizoen van A1 Team Libanon in op het Circuit Park Zandvoort.

## SHAABAN2F1
Shaaban maakte in oktober 2006 bekend dat hij de eerste Arabier wil worden die de Formule 1 bereikt met zijn project SHAABAN2F1. Op de persconferentie in Dubai, waar hij werd bijgestaan door 14-voudig Midden-Oosten Rallykampioenschap-winnaar Mohammed bin Sulayem, maakte hij bekend dat hij enkele investeurs in het Midden-Oosten heeft gevonden die zijn historische missie willen sponsoren.

## Formule Palmer Audi
Op 1 februari 2007 testte Shaaban een Formule Palmer Audi-auto op Bedford Autodrome in Engeland, met een kans om deel te nemen aan de serie. Zijn snelste ronde was de snelste ronde in een FPA-auto dat jaar.

## Formule 3 Euroseries
Shaaban neemt sinds 2007 deel aan de Formule 3 Euroseries. In 2007 en 2008 reed hij bij HBR Motorsport, voordat hij in 2009 verhuisde naar het Prema Powerteam waar hij progressie boekte, waarin hij zich meerdere malen in de top 6 kwalificeerde en in de top 4 finishte. Tijdens zijn 55e poging behaalde Shaaban zijn eerste top 10-finish en zijn eerste punten in de Euroseries met een zevende plaats op het Circuit de Catalunya. In de tweede race startte hij vanaf de eerste rij en finishte hij op de derde plaats.
Hij finishte ook als 12e in de Masters of Formula 3 in 2009, waar de beste 30 rijders uit de Formule 3 Euroseries en de Britse, Duitse, Spaanse en Italiaanse Formule 3-kampioenschappen bijeenkomen.

## A1GP resultaten
| Jaar    | Inschrijving    | 1          | 2          | 3       | 4       | 5          | 6          | 7          | 8          | 9          | 10         | 11         | 12         | 13         | 14         | 15         | 16         | 17      | 18      | 19      | 20      | 21      | 22      | Rang | Punten |
| ------- | --------------- | ---------- | ---------- | ------- | ------- | ---------- | ---------- | ---------- | ---------- | ---------- | ---------- | ---------- | ---------- | ---------- | ---------- | ---------- | ---------- | ------- | ------- | ------- | ------- | ------- | ------- | ---- | ------ |
| 2005-06 | A1 Team Libanon | GBR SPR    | GBR FEA    | GER SPR | GER FEA | POR SPR 18 | POR FEA 11 | AUS SPR NF | AUS FEA 12 | MAL SPR    | MAL FEA    | UAE SPR NF | UAE FEA 16 | RSA SPR 17 | RSA FEA NF | IND SPR 17 | IND FEA NF | MEX SPR | MEX FEA | USA SPR | USA FEA | CHN SPR | CHN FEA | 23   | 0      |
| 2006-07 | A1 Team Libanon | NED SPR 16 | NED FEA NF | CZE SPR | CZE FEA | BEI SPR 19 | BEI FEA 13 | MAL SPR    | MAL FEA    | IND SPR 19 | IND FEA NF | NZL SPR    | NZL FEA    | AUS SPR    | AUS FEA    | RSA SPR    | RSA FEA    | MEX SPR | MEX FEA | SHA SPR | SHA FEA | GBR SPR | GBR FEA | 23   | 0      |